# 孫興進
孫 興進（そん こうしん、生没年不詳）は、中国唐代の官吏である。

## 記録
「内使掖庭令」の趙宝英とともに、第16次遣唐使に随行した判官4名のうちの一人で、趙宝英が遣唐副使の小野石根とともに海の藻屑と消えてからの唐の返礼使の代表者として、宝亀10年（779年）4月、京に入った。朝廷は将軍らが騎兵200名、蝦夷20人を率いて、京城の門外の三橋で接見している。
この時の唐使来日は、632年の高表仁以来の150年ぶりの出来事であり、日本にとって予期せぬ出来事であり、朝廷はその対応に右往左往することになる。入京以前に、唐使側は、行列の左右に旗を立てて、亦仗（武器）を帯び、行官が旗の前後に立てることを要求し、大宰府に派遣されていた領唐客使らは前例がないとして、朝廷に判断を仰ぐべく奏上した。朝廷は仗を帯びることは認めたが、旗を立てることは許さなかった。また領唐客使らは、過去の遣唐押使の粟田真人の例、新羅の朝貢使金泰廉の例、渤海使の例をあげ、唐客を領するにどの例に準じればよいのか、とも尋ねている。朝廷は、進退の礼は詳細に別式に載せ、客使に下す旨を伝えてもいる。なお、これより先に帰国していた遣唐使判官の小野滋野は、唐使来朝に対し、「唐客の臣に随ひて入朝するは、迎接祇供すること、蕃の例に同じくせしめむ」として、新羅や渤海の例に準えるべしと主張している。
5月、孫興進らは朝見し、皇帝の書状を奉り、あわせて信物を貢上した。天皇は詔して、書状を拝見した旨、唐客らが遠路はるばる来日し、行路で難儀したことをねぎらい、客館で休養し、その後会見することを伝えている。同月、唐使と朝堂で饗応し、中納言の従三位の石上宅嗣に勅を述べさせ、唐国の天子と公卿、国内の百姓（人民）は平安であるかいなか、また行路の趙宝英らの遭難と耽羅に抑留された判官たちのことを思い、入京までの国宰（国司）の接待で問題がなかったどうかを尋ねさせた。孫興進らは、すべて問題がなかった旨を伝えている。天皇は、さらに客使たちを気遣い、宴席を設けて、位階を授け、禄物を与える旨を述べている。
同月、右大臣大中臣清麻呂は、唐客を自身の邸宅で饗応している。天皇は勅して、綿3000屯を賜与した。
ほどなくして孫興進らは暇乞いをした。石上宅嗣は天皇からの勅として、卿らが日本に来て日にちもたっていないのに、急に別れの時が来たことを惜しんだが、出航には時期があることだから、仕方がない、新たに船を2艘建造し、使いを遣わして、信物を与え、見送らせること、担当の役人に送別の酒を用意させ、重ねて贈り物をすること、旅の無事を祈る旨を伝えた。孫興進らはこれに感服し、幸いにして天皇に謁見できたことを感謝し、今急に辞することが残念でならないと伝えた。そして孫興進らは帰国の途についた。
以上が『続日本紀』にあらわれている孫興進らの来日記録であるが、当時の日本側の唐使応接についての意見対立を記した史料に、幕末明治の国学者、栗田寛の『栗里先生雑著』所収の「石上宅嗣伝補」があり、その中に紹介されている「大沢清臣所蔵壬生家文書」によると、宅嗣が「彼は大、此は小なり。すべからく藩国の儀を用うべし」として、日本は唐の従属国としての態度を示すべしとしたのに対し、史料文の筆者はこれに反対し、一同の賛成を得たが、結局、天皇は座をさけて藩国王の礼をとったことに憤慨した、と結んでいる。この史料の原文は現在所在が不明で、伝来も分かってはいないが、唐使饗応をめぐる朝廷内での意見の対立があったことが窺われる。